# Nationaal Congres Engels
Het Nationaal Congres Engels (NCE) is een congres dat om de twee jaar door de Stichting Nationaal Congres Engels wordt georganiseerd ten behoeve van docenten Engels in Nederland. Het eerste congres vond plaats in 1995 in Congrescentrum Koningshof Veldhoven. De eerste vijf edities waren tweedaags – vanaf 2005 is het congres eendaags geworden.

## Inhoud
De Stichting Nationaal Congres Engels is opgericht in 1995 door de Stichting Engels en de sectie Engels van Levende Talen. Christien van Gool was voorzitter van de Stichting Engels en Rients Miedema voorzitter van de sectie Engels. In de statuten wordt het doel van de Stichting NCE als volgt omschreven: ‘De stichting heeft ten doel de verdere ontwikkeling van het onderwijs in de Engelse taal en de bevordering van het contact tussen docenten in die taal in het Nederlandstalig gebied en voorts al hetgeen met een en ander rechtstreeks of zijdelings verband houdt of daartoe bevorderlijk kan zijn, alles in de ruimste zin des woords. De stichting tracht haar doel onder meer te verwezenlijken door het regelmatig organiseren van congressen en studiedagen in Nederland, zo nodig in samenwerking met (zoveel mogelijk) andere organisaties die actief zijn op het gebied van het onderwijs in de Engelse taal’.
Een van de redenen dat het NCE is opgestart is dat er binnen Levende Talen al tweedaagse congressen bestonden voor Frans en Duits. Engels kon dus niet ontbreken als een van de belangrijkste vreemde talen in het Voortgezet Onderwijs.
Het NCE is een non-profitorganisatie draaiende op vrijwilligers die dit werk doen naast hun werk als docent Engels. Een belangrijk doel is om de kloof tussen theorie en praktijk te slechten vandaar ook dat de docenten in de organisatie afkomstig zijn uit alle niveaus uit het onderwijs (van basisonderwijs tot universitair onderwijs). De voertaal op de congressen is Engels; ook de website is Engelstalig.

## Thema's
Elk congres heeft een thema. Bij dit thema wordt een plenaire spreker gezocht die het congres opent. De eerste vijf congressen waren tweedaags en hadden twee plenaire sprekers. Daarnaast zijn er subplenaire lezingen. De lezingen belichten de meer theoretische kant van het lesgeven. In workshops is er ruimte om het thema meer praktisch en interactief uit te diepen op de verschillende niveaus. Ook uitgevers en andere commerciële organisaties krijgen de mogelijkheid om een workshop te geven. Ook zijn alle (non-)profitorganisaties vertegenwoordigd op de grote uitgeversmarkt met in de regel zo’n 35 tot 40 organisaties. Zo biedt het congres aan docenten de mogelijkheid om zich bij te scholen en te professionaliseren.
Naast de bovengenoemde sessies is er nog een speciaal vast onderdeel: de journalistenprijs; deze prijs wordt uitgereikt aan een journalist of presentator die nieuws en achtergronden uit een Engelstalig land op uitstekende en bijzondere wijze onder de aandacht brengt van het Nederlandse publiek. Sinds 1997 heet deze prijs de Herman Wekker Prijs. Er is een (bescheiden) geldbedrag verbonden aan deze prijs. 
Ten slotte wordt er elke keer gezocht naar een ‘luchtig’ intermezzo: bijvoorbeeld theater, debat, poëzie, gepresenteerd door bijvoorbeeld Roger McCough, Geert Mak, Greg Shapiro, Twan Huys, James Kennedy, David Crystal, Sarah Maria Griffin en Joelle Taylor.
De eerste vijf congressen waren tweedaags (in Veldhoven en Zeist). Vanaf 2005 is het congres ééndaags en is de locatie Reehorst in Ede.